# Повіт Ямамото
Пові́т Ямамо́то (яп. 山本郡, やまもとぐん, МФА: [jamamoto guɴ]) — повіт в префектурі Акіта, Японія.